# Deine, meine & unsere
Deine, meine & unsere (Originaltitel: Yours, Mine and Ours) ist eine US-amerikanische Filmkomödie von Raja Gosnell aus dem Jahr 2005 mit Dennis Quaid und Rene Russo. Es handelt sich um eine Neuverfilmung der Filmversion Deine, meine, unsere von 1968, in der Lucille Ball und Henry Fonda mitspielten. Ungewöhnlich für diesen Film war, dass drei große Filmstudios an der Produktion beteiligt waren. Es ist eine Paramount-Pictures-Veröffentlichung einer Paramount-, Metro-Goldwyn-Mayer-, Columbia-Pictures- und Nickelodeon-Movies-Präsentation einer Robert-Simonds-Produktion.

## Handlung
Frank Beardsley ist ein verwitweter Konteradmiral der US Coast Guard und Vorsitzender der United States Coast Guard Academy, der acht Kinder großzieht. Helen North ist eine verwitwete Designerin mit zehn Kindern. Als die beiden, die schon in der High School ein Paar waren, sich auf einem Klassentreffen wiedersehen, entdecken sie wieder die Liebe füreinander, heiraten prompt und ziehen in einen heruntergekommenen Leuchtturm, was natürlich mit Problemen verbunden ist, besonders hinsichtlich der nun zwanzigköpfigen Familie. Beide Teilfamilien können der Lebensweise und -einstellung der anderen wenig abgewinnen. Die Beardsleys sind autoritär erzogen, folgen Kommandos und wirken musterhaft aber langweilig, auch kennen sie Prügelstrafen durch ihren Vater. Die antiautoritär erzogenen Norths leben ihre kreative Art und Ausdrucksweise frei aus, was auf Außenstehende wild und chaotisch wirkt. Zudem lehnt Helen Prügelstrafen strikt ab. Nach anfänglichen Rangeleien verbünden sich die Kinder, um durch verschiedenste Gemeinheiten die Eltern wieder zu trennen.
Die „North-Kinder“ bringen durch ihre Ungezwungenheit und Nichtbefolgen von Franks Regeln diesen zur Weißglut. Die „Beardsley-Kinder“ wiederum stören durch ihren Ordnungssinn das kreative Chaos von Helen. Beides beeinträchtigt die Harmonie der Neuvermählten erheblich. Zum Höhepunkt kommt es als Frank und Helen zu einem Bankett fahren, auf dem er den Posten als Oberkommandeur der Küstenwache angeboten bekommt, den er allerdings ablehnt. In ihrer Abwesenheit veranstalten die älteren Kinder eine ausufernde Party. Im darauf resultierenden Streit werden sich beide über ihre vermeintlichen Differenzen bewusst und beschließen, sich wieder zu trennen. Frank überzeugt seinen Vorgesetzten ihm den Posten als Oberkommandeur doch zu übergeben.
Fast zu spät erkennen die North- und Beardsley-Kinder wie sehr sie als Familie bereits zusammengewachsen sind und beschließen ihr Handeln ungeschehen zu machen. Während die jüngeren Kinder sich bei Helen für ihr Fehlverhalten entschuldigen, versuchen die älteren mit Franks Segelboot diesen einzuholen, als dieser auf einem Küstenwachenschiff zu einer Inspektionsfahrt aufbricht. Als Frank erklären will, dass die Wogen nicht mehr zu glätten wären, sieht er das Licht ihres Leuchtturms, das er zuvor repariert hatte und kehrt zu seiner Frau zurück. Der Film endet mit einer neuen Hochzeitsfeier, bei dem beide Familien vereint feiern.

## Hintergrund
Der Film basiert auf der wahren Geschichte der Beardsley-Familie aus Carmel-by-the-Sea, Kalifornien, in den 1960er und 70er Jahren. Das Remake von 2005 enthält jedoch einige Veränderungen, wie die Adoption einiger Kinder anderer Ethnizitäten.
Der Film, der am 23. November 2005 in die US-Kinos kam, startete dort auf Rang drei (hinter Harry Potter und der Feuerkelch und der Johnny-Cash-Biografie Walk the Line) und spielte am ersten Wochenende 17.461.108 US-Dollar ein. Die Produktionskosten beliefen sich auf 45.000.000 US-Dollar, die Einnahmen bisher auf 53.360.000 US-Dollar in den USA plus 18.616.000 US-Dollar im Ausland.

## Kritiken
Roger Ebert schrieb in der Chicago Sun-Times vom 22. November 2005, dem Remake fehle die „Anmut“ und der Charme des Films von 1968. Die Beziehung zwischen Frank und Helen würde nicht echt wirken, die Handlung beinhalte keinen einzigen Moment, der nicht vorhersehbar sei.

„Remake einer konservativen Familienkomödie aus dem Jahr 1967 (Deine, meine, unsere), die unverhohlen militärische Organisationsformen des Alltagslebens vorexerziert und eine Gesellschaft zeigt, die Funktionalität höher schätzt als Kreativität.“